# 楠梓天后宮
22°43′41″N 120°19′48″E / 22.727934°N 120.330054°E
楠梓天后宮位於臺灣高雄市楠梓區，舊稱楠和宮，是「楠仔坑街」的重要廟宇，主祀媽祖。該廟也是高雄歷史相當久遠的媽祖廟之一，其歷史據說可追溯至康熙年間，於2007年5月31日公告為高雄市的直轄市定古蹟。而根據信徒代表名冊，可知楠梓天后宮的信徒主要分布在楠梓區的享平里、五常里、惠楠里與東寧里，其中又以享平里最多:44。

## 沿革
楠梓天后宮所在的楠仔坑街是清代從府城（臺南）通往鳳山縣城（左營）路上的重要街市，在清康熙年間已有相關文獻記載。當時楠梓天后宮的「大媽」據說應是移民來臺前先從湄洲恭請分靈後，先奉祀於民宅，再興建廟宇供奉:80。然而楠梓天后宮確切的建成年代不明，對此據說楠梓天后宮媽祖曾降神諭表示，天后宮在康熙五十二年（1713年）奠基，歷時五年完工:80。而參閱康熙年間的《鳳山縣志》，可知當時楠仔坑街已經形成:80，不過該書所列的媽祖廟僅三處，分別在「安平鎮渡口」、「興隆庄左營」與「興隆庄龜山之頂」:31。直到乾隆廿九年（1764年）的《重修鳳山縣志》中，方提到「南仔坑街」有天后宮:32。而根據清初的方志，當時楠仔坑街附近雖然已有不少廟宇，但只有天后宮在楠仔坑街，其他各廟在觀音山里各庄:32。
而在楠梓天后宮立廟之後，在咸豐五年（1855年）有生員郭對揚發起重修:80。光緒年間於廟中立有「鄧邑侯禁碑」（嚴禁惡丐強索橫行碑記），以供眾人閱讀，此碑的存在也表示了天后宮為當地聚落中心:65:39。
二次大戰後，楠梓天后宮在1946、1957、1972與2010年皆有進行重修:80:42。而在1992年時由主委林皆勝申請改名，方改稱楠梓天后宮:65:40。

## 建築

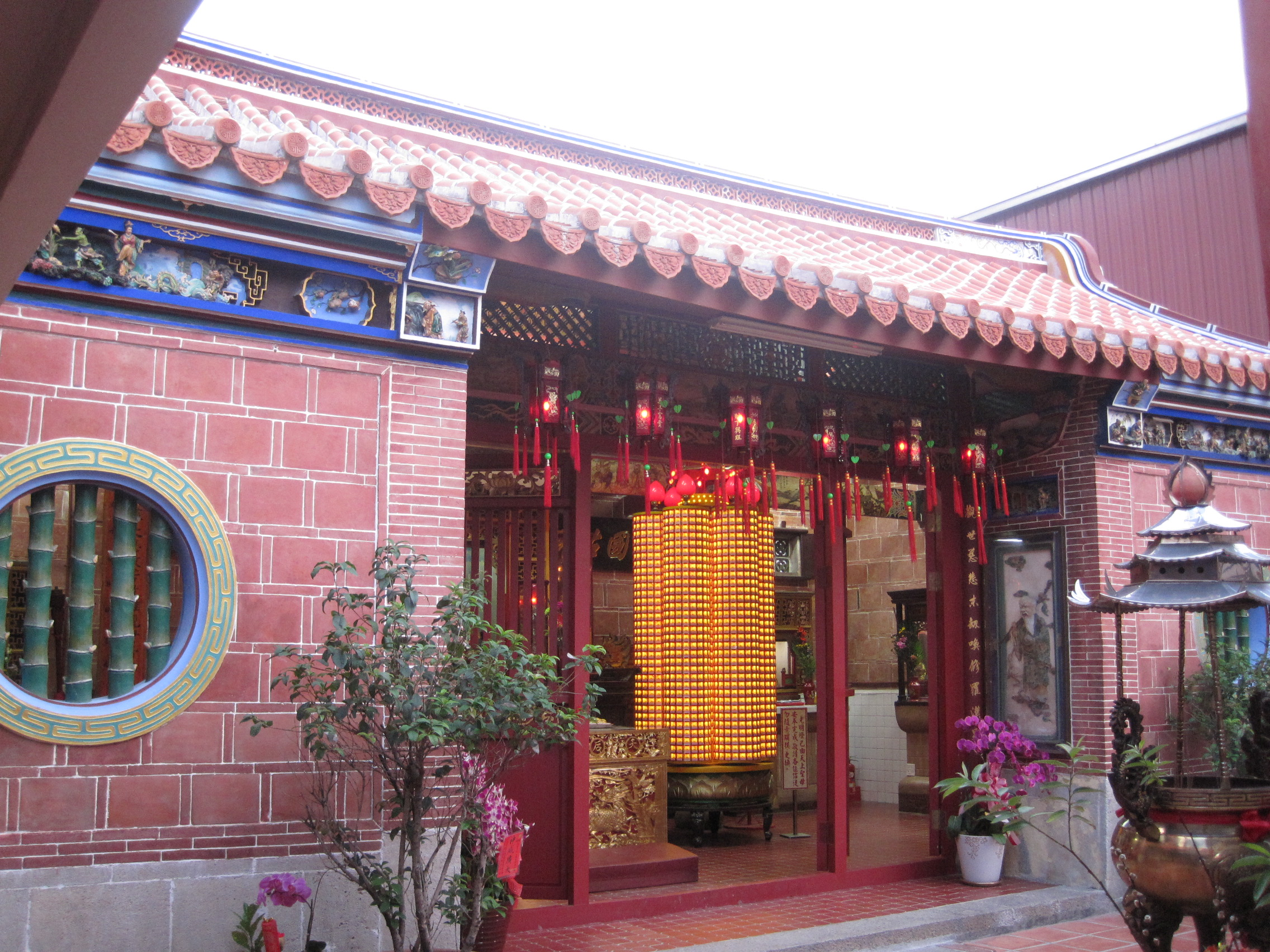
楠梓天后宮後殿

楠梓天后宮整體布局接近合院，前後二進，兩邊有護龍:76。但是四棟建築之間沒有亭廊相接，與傳統建築的做法不同:76。而楠梓天后宮雖然腹地不大，但三川殿部分仍透過匠師的設計將原本單開間的規模變成像有三開間的外觀，使得天后宮仍可呈現恢宏氣度:77。
由於道路拓寬的關係，目前天后宮緊鄰道路，沒有前埕:78。過去的前埕據說約是現在廟前28公尺寬道路的一半左右，而且要進廟還要踏兩階階梯:78。

## 祀神

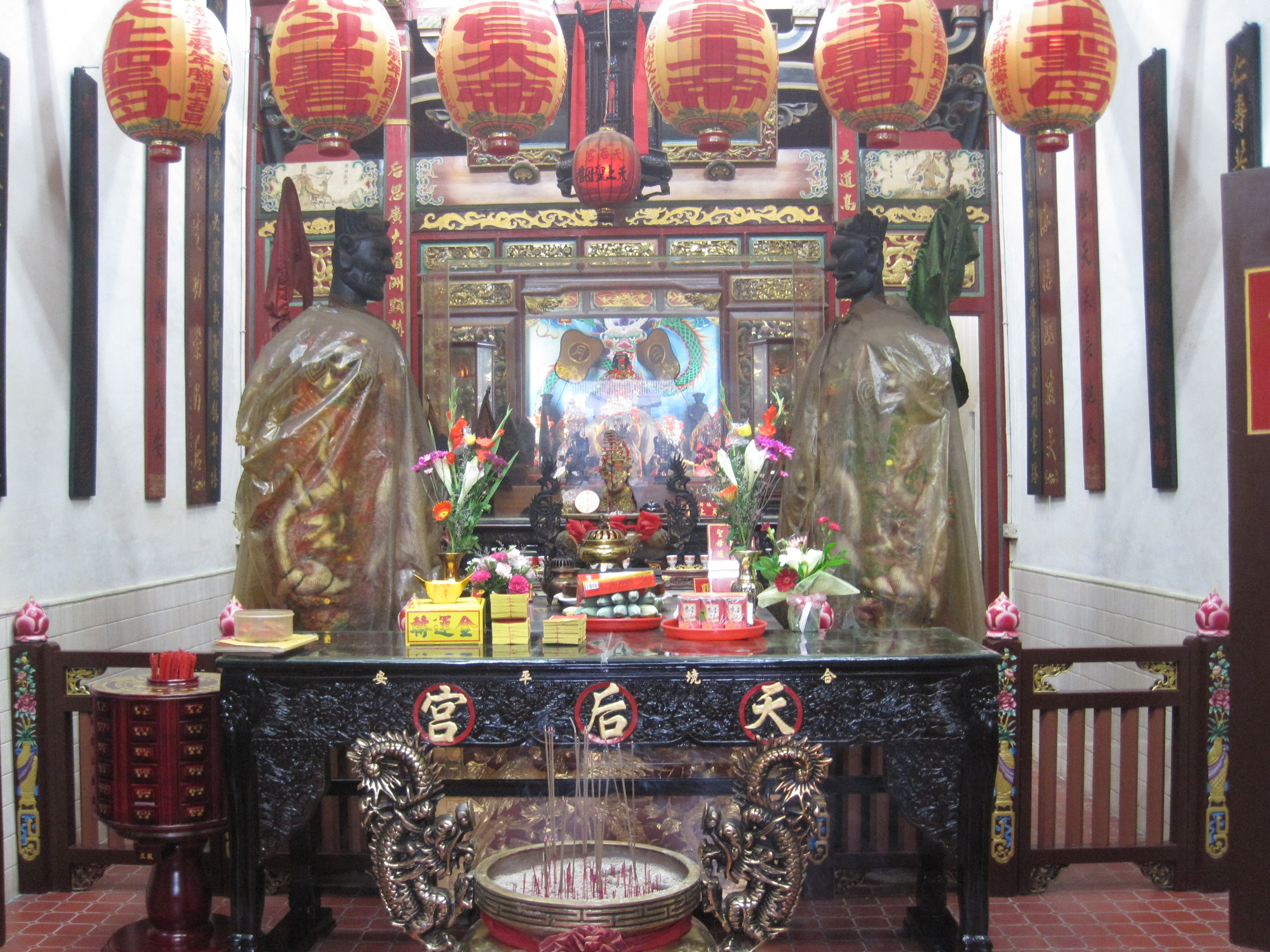
正殿內景

楠梓天后宮的正殿除了供奉媽祖、千里眼與順風耳外，還陪祀有註生娘娘與福德正神，並有五營與虎爺:42。左護供奉太歲星君。後殿則主祀釋迦佛祖與觀音佛祖，此外還供奉有彌勒菩薩、十八羅漢與至聖先師孔子、積慶衍澤公及其夫人的神位:42。2017年9月後又增奉月老公及文昌帝君。

## 傳說
據說楠梓天后宮的媽祖神像與臺南大天后宮、北港朝天宮的媽祖是用同一塊香木所雕成，故三尊媽祖彼此有「姊妹神」之稱:40。
又據說在日治時期大正年間（1920年左右），楠梓天后宮大媽在前往臺南大天后宮途中，施法收伏在二層行聚落（今臺南仁德二行里）一帶作亂的「雄雞精」，因而使當地居民感念不已:83。至今二層行清王宮每年在主神三府千歲聖誕時（農曆九月廿六日），都會朝楠梓天后宮的方向設香案遙祭。:83。

## 圖片

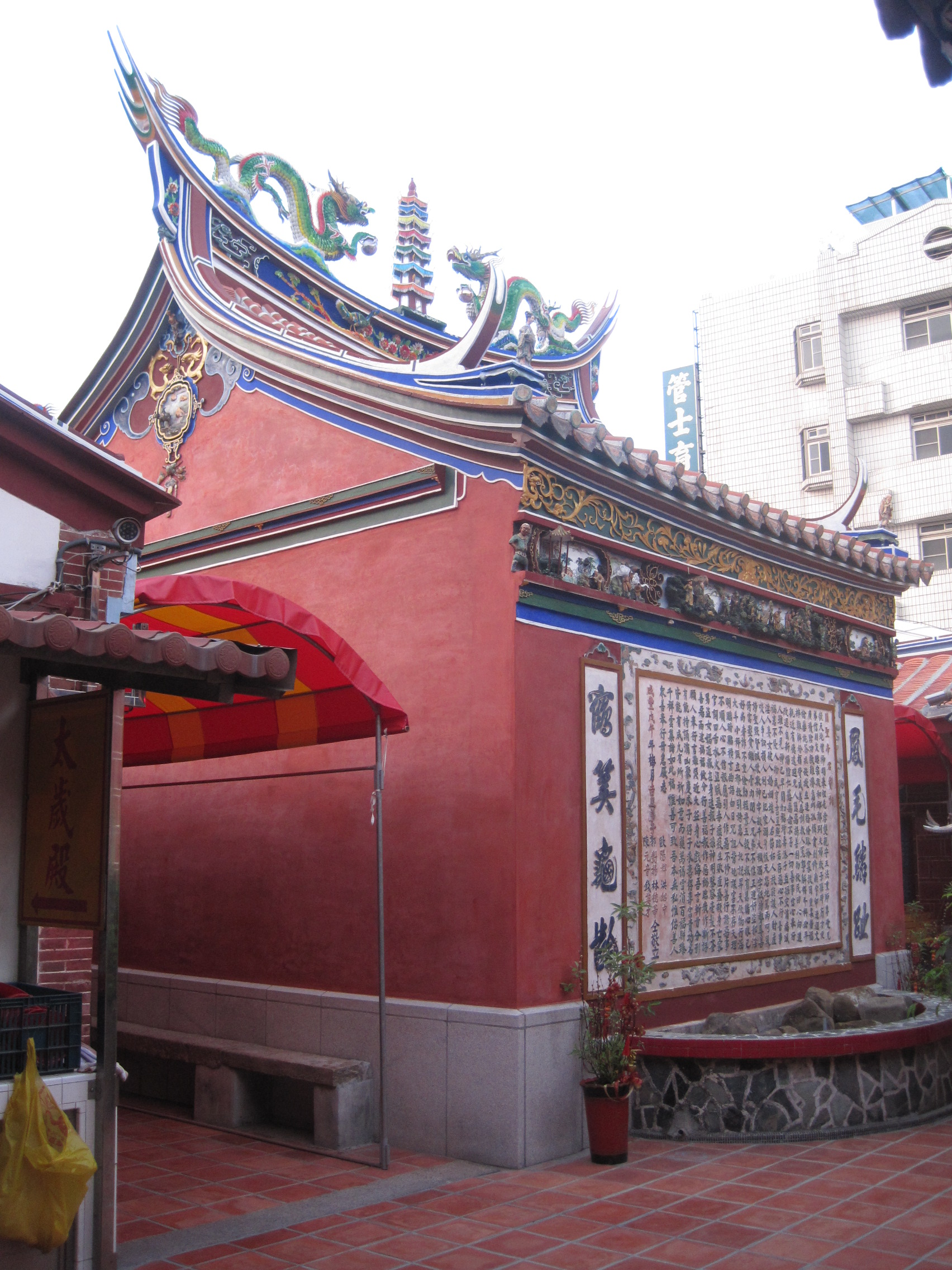
關聖帝君寶訓交趾陶
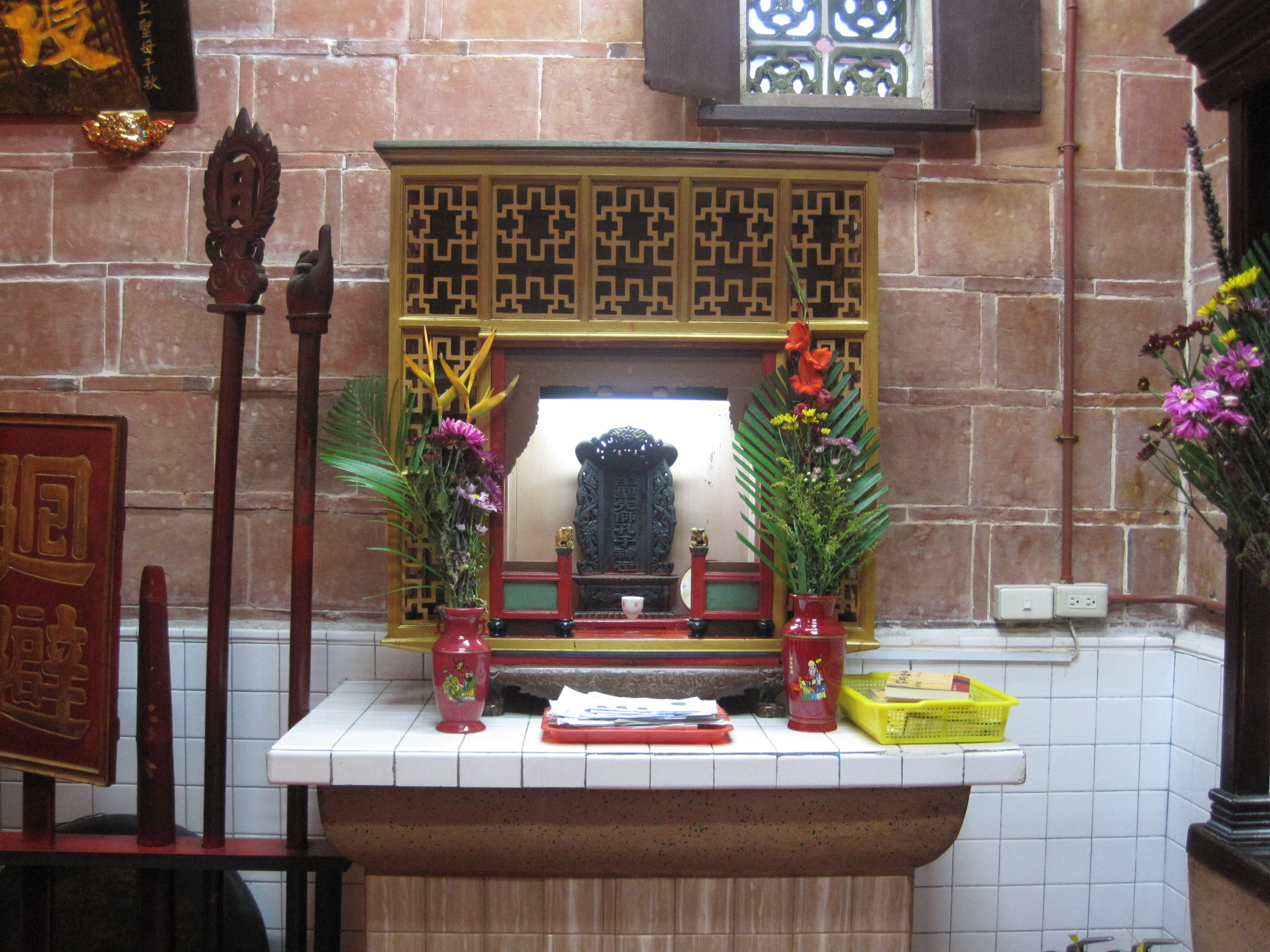
至聖先師孔子神位
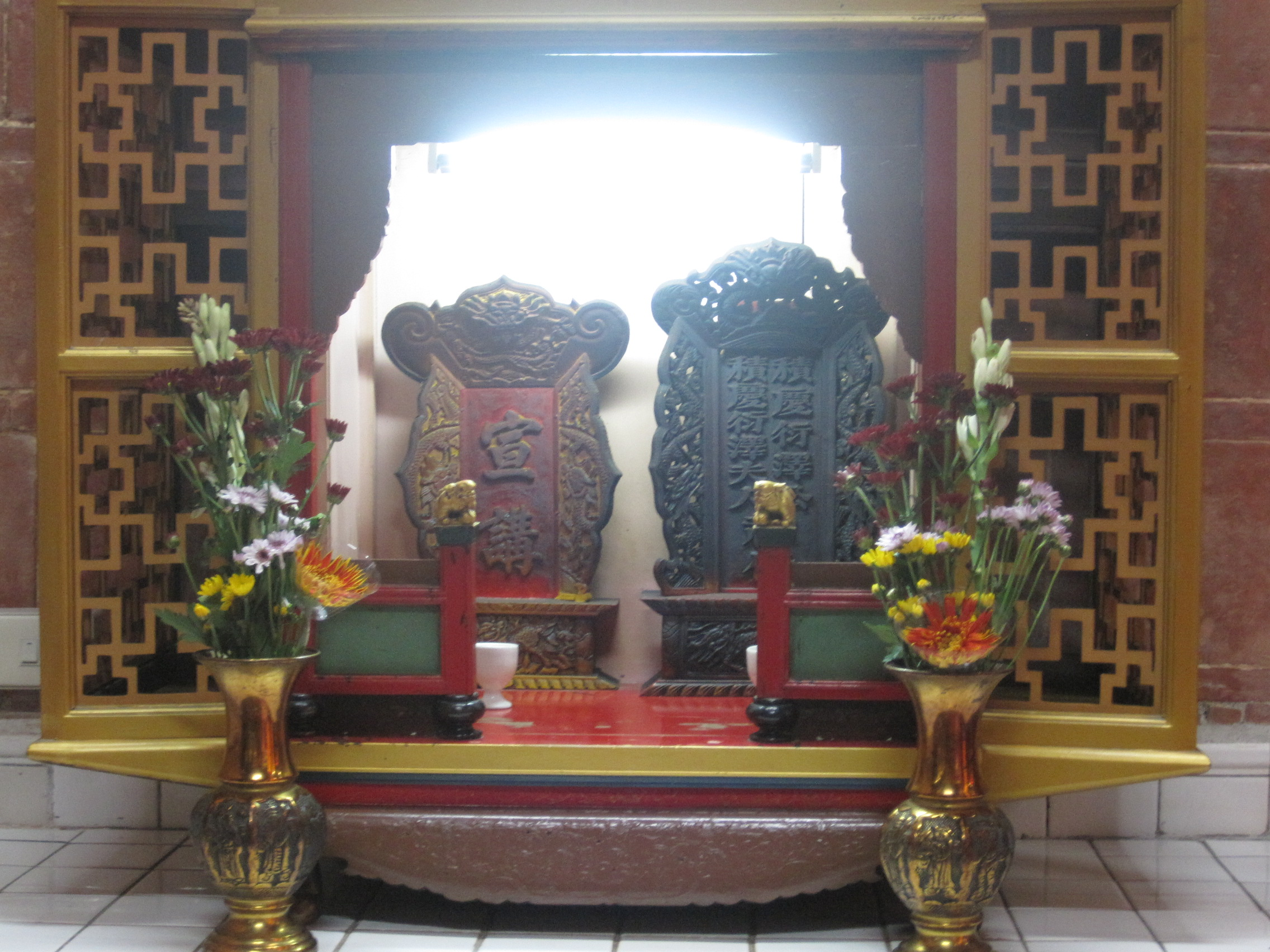
積慶衍澤公與積慶衍澤夫人神位
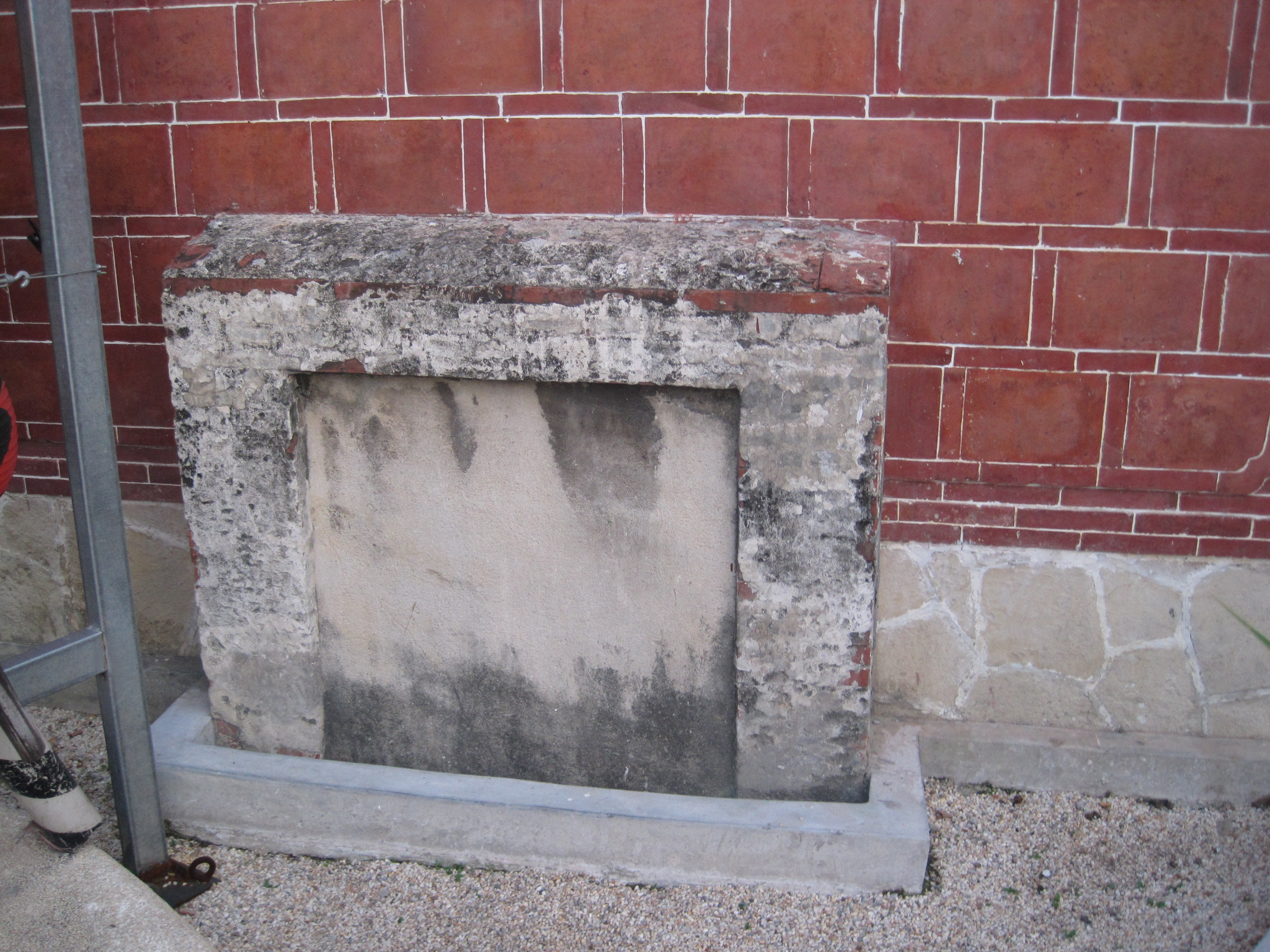
嚴禁惡丐強索橫行碑記

## 外部連結
- 官方网站
- 楠梓天后宮的Facebook專頁
- 楠梓天后宮——高雄市政府文化局